# 分子科学与工程
分子科学与工程是中华人民共和国教育部《普通高等学校本科专业目录（2012年）》中列举的特设专业，属于化学类，其专业代码为070304T。目前，中国大陆的普通高等学校中，南开大学和天津大学（合办）较早设立本专业，而近年来又有中北大学和北京航空航天大学也开设了这一专业。
根据天津大学提供的资料，该专业的英文翻译应为“Molecular Science and Engineering”。

## 南开大学与天津大学的分子科学与工程专业
2003年，南开大学化学学院与天津大学化工学院开始合办分子科学与工程专业。该专业的设立是天津大学和南开大学两校加强本科教育交流合作的成果之一。与其同一时期存在的联合设立的本科专业还有南开大学电子信息与光学工程学院（原信息技术科学学院）和天津大学精密仪器与光电子工程学院合办的光电信息科学与工程专业。
南开大学化学学科和天津大学化工学科皆为国内领先的学科，而分子科学与工程专业正是在这两个学科支持下创建的。该专业旨在贯通基础科学和工程技术，培养具有综合背景的人才。由于缺乏相应的研究生教育体系和职业发展轨道，本专业的毕业生往往会进入相关学科和相关行业，另有一部分毕业生从事了与本专业关系不大的职业。
分子科学与工程专业自设立以来，每年在南开大学和天津大学的招生计划中各招收约30名学生，并编成两个班级。本专业学制四年，前两年在南开大学学习，教学内容以化学专业相关课程和基础课为主；后两年在天津大学学习，教学内容以化工类专业相关课程和实践类课程为主。由于南开大学和天津大学的各校区在空间上彼此毗邻，本专业学生可在两校间灵活安排选课，亦有教师在对方学校开设课程，实际上教学计划高度融合。本专业的学生需在两校共获得约210学分，并在南开大学或天津大学教师的指导下完成一份毕业论文或毕业设计。本专业毕业的学生由招生的学校颁发分子科学与工程本科毕业证书（一份），符合学位授予条件的毕业生由南开大学授予分子科学与工程理学学士学位，并同时由天津大学授予分子科学与工程工学学士学位。

### 分子科学与工程系及相关机构
天津大学化工学院设有分子科学与工程系。该系是化工学院下设的较小但确有实体的系。首任系主任是张金利教授。第二任系主任是陈志坚教授（现任）。
南开大学化学学院的组织结构中没有以该本科专业组成系一级的行政单位。该学院历任负责本科教学的副院长主要负责该专业的建设和管理。
天津化学化工协同创新中心成立后，也参与了分子科学与工程的本科专业建设。

## 其他高校的分子科学与工程专业
2016年，中北大学新设立了分子科学与工程本科专业。在其专业介绍中，中北大学基本沿用了南开大学和天津大学对这一专业内涵的解释。
2017年，北京航空航天大学设立了分子科学与工程专业。当年该校采取大类招生，最早在2018年才会进入专业分流阶段。

## 以分子科学与工程命名的学术机构
在中国大陆和港澳台地区，另有一些高校和科研院所的下设学术机构以“分子科学与工程”命名。
- 国立台北科技大学工程学院分子科学与工程系[8]
- 山东大学分子科学与工程研究院[9]
- 东北大学理学院分子科学与工程研究所[10]